# MORESCO
株式会社MORESCO（モレスコ、英: MORESCO Corporation）は兵庫県に本社を置く化学品メーカー。石油卸を主体とする松村石油から1958年に分離独立した企業であり、旧社名を株式会社松村石油研究所といった。合成潤滑油、高真空ポンプ油、難燃性作動液などの特定分野で高い市場シェアを誇り、その他ポリエチレンの滑剤や化粧品の原料となる流動パラフィン、乳化油やさび止め油の素材となるスルホネート、合板や製本、紙おむつの製造に用いるホットメルト接着剤なども手掛ける。

## 製品
MORESCOが研究・開発し販売する製品には次のようなものがある。
まずMORESCOの製品の多くを占めているのが各種の潤滑剤である。それには高真空ポンプ油、難燃性作動液、ダイカスト用油剤、切削油剤、熱間鍛造潤滑油、自動車用ブレーキ液・不凍液、冷熱媒体といった特殊潤滑油と、高温用潤滑油、ハードディスク表面潤滑剤、対放射線性潤滑剤といった合成潤滑油とがある。
潤滑剤とは逆の性質を持つ、ホットメルト接着剤も同社が研究・開発する製品である。素材としては、流動パラフィンとスルホネートを扱っている。
化学品以外では廃水処理関連機器や、さらには分析試験サービスなどへも進出しているほか、大阪支店の入っているモレスコ本町ビルの賃貸にまで同社の事業の範囲は及ぶ。

## 沿革
MORESCOの前身である松村石油研究所は、丸善石油（のちに合併を経てコスモ石油となる）の販売部門が独立して設立された石油卸を主体とする企業であった松村石油から1958年に研究開発部門が分離独立して成立した。資本金は3億円。当時の社是は「需要家に応じて」「油の設計」「石油特殊製品」。同社は国の「新技術開発に関する融資措置」の第一号適用を受けた企業であり、これを受けて翌年竣工した当初の本社工場は西宮市芦原町10-33にあった。最初に製造されたのは高真空ポンプ油だった。
1962年、国産初の難燃性作動液を開発。水グリコール型であり、爆発や火災の危険がないこの製品は熱間圧延工場の油圧機器などに採用された。
1972年には拡散ポンプ油を開発するなど合成潤滑油分野でも拡大。日本原子力研究所と共同開発した耐放射線性潤滑油・グリースなど、放射線や高温、高圧などの特殊環境向け製品に力を入れた。
1965年、国内初の無水硫酸によるスルホン化法プラントである千葉工場を市原市五井に建設。通産省工業化試験補助金の交付を受けた。この工場では流動パラフィンとともに関連製品のスルホネートを生産しており、スルホネート製造は国内で唯一ここだけでしか行われていなかった。
1978年、後に社名となるブランド名“MORESCO”を総合商標として登録。
1986年、三番目の工場である赤穂工場を兵庫県赤穂市に建設し、ホットメルト接着剤の研究開発へも進出した。1990年末には赤穂工場の二期工事を完成させ、油圧作動液、工作油剤、特殊潤滑油などの製造機能を西宮工場から移転させた。
1990年代には国内に2つのグループ会社を設立している。1992年設立の㈱モレスコテクノは潤滑管理技術部門の分離・独立したものである。1994年には物流サービスの強化を目的に㈱モレスコサービスも設立された。
さらに1995年からは海外進出を開始、手始めにタイにMORESCO(Thailand)Co., Ltd.を最初の海外生産拠点として設立した。
2001年には神戸市中央区港島南町に新たに本社・研究センターが完成し、赤穂工場では潤滑油生産設備が増設され、大阪支店も新築のモレスコ本町ビルへと移転した。同年、ISO9001へと移行している。
21世紀に入ると同社の海外進出はますます盛んとなった。2001年、MORESCO(Thailand)Co., Ltd.の新工場が完成。中国には合併会社、無錫德松科技有限公司を設立し、翌2002年にはその新工場を完成させた。2006年にはMORESCO USA Inc.を設立してアメリカ合衆国へも進出。2009年には中国での販売拠点として無錫松村貿易有限公司を設立した。さらに2010年には中国におけるダイカスト用潤滑油剤の製造・販売拠点である莫莱斯柯花野圧鋳塗料（上海）有限公司を連結子会社化。2011年にはインドネシアに工業用潤滑油製造・販売および輸入販売を行うPT.MORESCO INDONESIAを設立し、さらに翌2012年にはホットメルト接着剤の製造・販売および輸入販売を行うPT.MORESCO MACRO ADHESIVEも設立した。
2003年にはJASDAQ市場へ株式を上場し、資本金が増資されて3億7650万円となった。その後も増資は続けられ、2008年の東京証券取引所第二部上場、2011年2月14日の東京証券取引所第一部への指定替えを経て、2013年では20億9057万8200円となっている。東京証券取引所プライム市場における上場維持基準に適合できていない事から、2023年10月20日に東京証券取引所スタンダード市場へ市場変更を行った。
松村石油研究所がブランド名の「MORESCO（モレスコ）」を新たに社名としたのは2009年9月1日のことである。

## 事業所
MORESCOは国内に以下の事業所を有している：
- 本社・研究センター（兵庫県神戸市中央区港島南町）
- 千葉工場（千葉県市原市五井南海岸）
- 赤穂工場（兵庫県赤穂市天和）
- 東京支店（東京都中央区八重洲）
- 大阪支店（大阪市中央区備後町）
- 名古屋営業所（名古屋市中区丸の内）

## グループ会社
MORESCOには以下のグループ会社がある：
- 株式会社マツケン（大阪市中央区備後町） - 環境関連機器・薬剤の販売などの販売
- 株式会社モレスコテクノ（兵庫県神戸市中央区港島南町／本社敷地内） - 潤滑油分析・環境計量
- エチレンケミカル株式会社（市原市五井南海岸） - 冷熱媒体「ナイブライン」および自動車用ケミカル製品の製造・販売
- MORESCO USA Inc.（アメリカ合衆国・ミシガン州アナーバー） - 北米での拠点
- MORESCO (Thailand）Co.,Ltd.（タイ王国・チョンブリー県ムアンチョンブリー郡） - アジア市場への製品供給拠点
- PT.MORESCO INDONESIA（インドネシア・西ジャワ州カラワン県） - インドネシアにおける工業用潤滑油の拠点
- PT.MORESCO MACRO ADHESIVE（インドネシア・ジャカルタ） - インドネシアにおけるホットメルト接着剤の拠点
- 無錫莫莱斯柯貿易有限公司（中国・江蘇省無錫市） - 中国における販売拠点
- 無錫德松科技有限公司（中国・江蘇省無錫市） - 潤滑油/接着剤の供給拠点
- 莫莱斯柯花野圧鋳塗料(上海)有限公司（中国・上海市宝山区） - ダイカスト用潤滑油剤の製造・販売拠点
- 天津莫莱斯柯科技有限公司（中国・天津市西青経済技術開発区） - 紙おむつ向けホットメルト接着剤の製造・販売拠点

かつて存在したMORESCOのグループ会社には以下があった：
- 株式会社モレスコオーバーシーズ - 輸出業
- 株式会社マツケンインターナショナル - 日用雑貨などの輸入業
- 株式会社モレスコサービス（兵庫県神戸市中央区港島南町/本社敷地内） - 構内荷役・製造補助・構内保安業務・構内清掃などのサービス受託